# What Life?
What Life? is de vierde aflevering van het tweede seizoen van de televisieserie ER, die voor het eerst werd uitgezonden op 12 oktober 1995.

## Verhaal
De spanningen tussen Dr. Lewis en Dr. Weaver lopen zo hoog op dat Dr. Greene zich genoodzaakt voelt om er tussen te springen. Ondertussen verzorgt Dr. Greene een verlaten oudere vrouw.
Nadat Dr. Benton een gevecht heeft gehad om een parkeerplaats bezeert hij zijn hand zozeer dat Carter hem moet vervangen in een operatie.
Dr. Lewis denkt over een eventuele adoptie van de baby nu Chloe hun verlaten heeft.
Shep riskeert zijn leven als hij een slachtoffer van een schietpartij wil verzorgen, dit tot ontsteltenis van Hathaway.

## Rolverdeling

### Hoofdrol
- Anthony Edwards - Dr. Mark Greene
- George Clooney - Dr. Doug Ross
- Sherry Stringfield - Dr. Susan Lewis
- Eriq La Salle - Dr. Peter Benton
- CCH Pounder - Dr. Angela Hicks
- Laura Innes - Dr. Kerry Weaver
- Noah Wyle - John Carter
- Christine Elise - Harper Tracy
- Julianna Margulies - verpleegster Carol Hathaway
- Ellen Crawford - verpleegster Lydia Wright
- Conni Marie Brazelton - verpleegster Connie Oligario
- Yvette Freeman - verpleegster Haleh Adams
- Lily Mariye - verpleegster Lily Jarvik
- Laura Cerón - verpleegster Chuny Marquez
- Kristin Minter - Randi Fronczak
- Abraham Benrubi - Jerry Markovic
- Carlos Gómez - ambulanceverpleegkundige Raul Melendez
- Ron Eldard - ambulanceverpleegkundige Ray 'Shep' Shepard
- Emily Wagner - ambulanceverpleegkundige Doris Pickman
- Montae Russell - ambulanceverpleegkundige Dwight Zadro

### Gastrol
- Phil Leeds - echtgenoot
- Shay Astar - Amy Thompson
- Lucy Liu - Mei-Sun Leow
- Dennis Burkley - Tom Perry
- Andi Chapman - Jodi
- Phyllis Lyons - Mrs. Tubbs
- Susan Peretz - Mrs. Perry
- Khandi Alexander - Jackie Robbins
- Andrea Parker - Linda Farrell
- Nicole Nagel - Hulda
- Jennifer Balgobin - Mimi

en vele andere